# Дикеарх
Дикеарх (грец. Δικαίαρχος) — давньогрецький філософ-перипатетик, історик, географ і математик. Є одним із  відомих  у античний період  філософів — перипатетиків, науковців.

## Біографія
Він  народився близько 365 року до нашої ери  на острові Сицилія  (Італія), в родині  дрібного торговця. Виховання  сина за звичаєм покладалося на матір, тоді як чоловік  змушений був подбати про  прогодування  родини. Отримані  від  батьківського заробітку кошти  раціонально розподілялися на життєві потреби. Дикеарх  був дуже допитливою дитиною, цікавився  природою, навколишнім світом, був проникнутий  релігійним життям.
Почав зацікавлюватися  процесом  усіх речей у світі, дізнався про  академію Арістотеля у місті Афіни.  Навчався  в Афінах деякий час, зустрівся з Арістотелем і Теофрастом. А тому зустріч з такими видатними на той час людьми поступово почала змінювати й саме життя Дикеарха. Майбутній філософ швидко засвоїв  науку  Арістотеля і його учня  Теофраста, став послідовником  його вчення.
Він проводив вимірювання висот і написав «Βίος Έλλάδος» в трьох книгах, історико-географічний опис Греції («Опис землі») в природному, політичному і культурному аспектах, із поданням багатьох уривків з творів сучасних поетів. Від цього знаменитого в давнину твору до нас дійшли лише тільки 150 віршів, написаних переважно ямбом.
Належав до тих учнів Арістотеля, які воліли досліджувати приватні проблеми розвитку філософських доктрин вчителя. Головні напрямки теоретичних праць Арістотеля — логіка, фізика, метафізика, етика — майже не залишили слідів у фрагментах філософських діалогів і вчених трактатів Дикеарха, які дійшли до нас; пізні коментатори Арістотеля його практично не цитують. Відомо про інтереси Дикеарха у галузях психології, історії культури, філології, політичної теорії та географії; там, де вони збігалися з інтересами Арістотеля, видно залежність Дикеарха від поглядів і методів дослідження його вчителя, хоча окремі його погляди розходяться з арістотелівськими.
За свідченнями стародавніх мислителів, у творах вирізнявся чіткий опис Дикеарха та багатий словниковий запас, а також діалог. Філософ Дикеарх справив сильний вплив на подальших мислителів цієї доби: Ерастофеан, Полібія, Плутарха, Цицерона й інших. До нашого часу залишилися лише фрагменти його  філософської спадщини.
Варто зазначити, що Дикеарх заперечував безсмертність людської душі, а отже був природженим матеріалістом на той час.
Дикеарх помер після 300 року до нашої ери, тіло його було поховано у місті Месині.

## Твори, що дійшли до нас
У діалозі «Про душу» він доходить висновку, що душа, яка є простою функцією тіла, вмирає разом з ним. За Дикеархом, душа є або з'єднанням (ἁρμονία) чотирьох основних якостей тіла — холодного, гарячого, вологого і сухого (варіант: чотирьох первинних елементів), — або саме цим тілом, яке живе і відчуває завдяки своєму природному «гармонійному» влаштуванню (fr . 8, 11-12 Wehrli). Заперечуючи, слідом за Арістотелем, субстанціальність душі, Дикеарх не підтримав вчення останнього про «розум» (νοῦς) як про безсмертну частини душі, а приєднався до трактування душі як «гармонії», яке слідом за піфагорійцями поділяв його товариш за Лікеєм Аристоксен. Матеріалістичне (точніше, епіфеноменолістське) трактування душі позначилася на поглядах Дикеарха щодо можливостей передбачення майбутнього. У діалозі «Спуск у святилище Трофонія» (Εἰς Τροφωνίου κατάβασις), присвяченому відомому в давнину оракула в Лівадії, він, критикуючи обман і марнотратство жерців, заперечував усі форми мантики, крім віщих снів і пророчого натхнення; швидше за все, і їх він залишав з великими застереженнями, бо вважав, що про майбутнє краще не знати, чим знати (fr. 13-14).
У інших творах, зокрема «Житті Греції», філософ  бере до уваги основні теми, які торкаються  історичної культури Стародавньої Греції, а саме: спосіб життя греків, харчування, суспільний античний  устрій, культурна новітність, літературна спадщина, музика та танці.
У творі під назвою «Про загибель людей», автором робиться висновок, що  від однієї тільки війни загинуло більше людей, ніж від якоїсь іншої  біди.  У творі на політичну тему «Тріполітія», Дикеарх  входить у полеміку з Платоном щодо питання  державного устрою, пропонуючи  за еталон  державу Спарту, в якій існує змішаний устрій: монархія, демократія та аристократія.
У географічній праці «Обхід Землі», Дикеарх намагається довести  що, земля має колоподібну  форму, робить опис  результатів свого  дослідження з вимірювання висот грецьких гір. Він визначив  висоту однієї з гір — Пеліон, за допомогою тисяча двісті п'ятдесяти кроків.
Найбільш значні й оригінальні праці Дікеарха належать до історії культури, біографії та політичної теорії. Бувши, поряд з Арістоксеном, засновником літературної біографії, основну увага у своїй «біографії» (Περὶ βίων) він приділив Піфагору, Сократу і Платону, який являв собою розвиток філософського способу життя, причому його ставлення до філософії Платона було вельми критичним. До контексту його трактування семи мудреців, яких він вважав не філософами, а законодавцями та політиками, належить, ймовірно, висловлена ним перевага діяльного способу життя (βίος πρακτικός) над ідеалом споглядального життя (βίος θεωρητικός), якого дотримувалися Арістотель і Теофраст. Чи пов'язана ця перевага з його вченням про душу і чи розумів він vita activa як суто політичну діяльність (у якій сам не був помічений) або як життя у згоді зі своїми філософськими принципами, залишається неясним через нестачу свідоцтв.

## Періодизація творчості
Свою «Життя Греції» (Βίος Ἑλλάδος), що являє собою першу спільну історію культури, Д. починав з первісних часів, розділених їм на три етапи: 1) природний стан (збирання), що ототожнюється з «золотим віком» Гесіода; 2) скотарство; 3) землеробство (fr. 47- 51). За описом східних культур (Єгипет, Вавилон) слідувала історія культури Греції, основними темами якої були спосіб життя в цілому, добування їжі, суспільний устрій, різні культурні нововведення, література, музика і танець. Уявлення Д. про розвиток людства спираються на вчення софістів, Платона і особливо Аристотеля, але його загальна концепція оригінальна і позбавлена всяких слідів властивої Аристотелю телеології. «Природний стан» людства, обмежене скромними потребами, але мирне і щасливе, змальовано їм у дусі ідей примітивізму. Економічний прогрес від збирання до скотарства і землеробства, цілком матеріалістично який пояснюється зростаючими потребами, супроводжується моральним занепадом (користолюбство, війни, хвороби); в останньому пункті Д. солідарний з Платоном. Чи була ця моралістична тенденція характерна для всього його праці, неясно, деякі дослідники воліють говорити не про теорію занепаду, а про амбівалентне оціненого прогресі. Подібна ж тенденція помітна в творі «Про загибель людей» (Περὶ ἀνθρώπων φθορᾶς), в якому, зіставляючи різні причини зникнення цілих племен, Д. приходить до висновку, що від воєн загинуло більше людей, ніж від будь-якого іншого нещастя (повені, епідемії, напад диких звірів тощо). Звідси випливає, що людина здатна і найбільше допомагати іншим людям, і найбільше шкодити їм.
Слідом за Аристотелем Д. написав політії (описи державного устрою та побуту) ряду грецьких міст, найвідомішою з них була спартанська. Досить імовірно, що перша її частина, озаглавлена «триполіт» (Τριπολιτικός), розглядала спартанську конституцію як вдале поєднання монархічних, аристократичних і демократичних елементів. Пізніше ця модель була прикладена Полібієм до політичного устрою Риму.
У «Об'їзд Землі» (Περίοδος γῆς), єдиному праці Д., пов'язаному з Арістотелевой фізикою, він, зокрема, спростовував аргументи проти кулястості Землі. Згідно з проведеними ним самим вимірам висоти різних гір у Греції, жодна з них не перевищувала 15 стадій, що було зникаюче малою величиною в порівнянні з радіусом Землі (її окружність він оцінював, ймовірно, в 300 000 стадій). Філологічні праці Д. присвячені Гомеру, Алкею, поетичним і драматичним агонам, викладу міфологічних сюжетів трагедій Евріпіда і Софокла, тлумаченню прислів'їв.
Діалоги і вчені праці Д. залишили помітний слід в історичній, політичній і географічній літературі Античності, як грецької (Ератосфен, Полібій, Панетій, Плутарх), так і римської (особливо цінував його Цицерон). Введена ним схема «збиральництво — скотарство — землеробство» панувала в історіографії аж до першої половини 20 ст., Інша схема, «первісність — Стародавній Схід — Греція», досі належить до канонам загальної історії.